# Museo de arte islámico de El Cairo
El Museo de Arte Islámico de El Cairo alberga una de las colecciones más importantes de arte islámico del mundo con piezas que datan desde el siglo VII hasta fines del siglo XIX, provenientes de Egipto y de varios países árabes, pero también de otros países donde la impronta islámica fue profunda.
El arte islámico ha cambiado en los distintos períodos de su historia. Esta evolución comenzó a partir del período fatimí. Los ejemplos más emblemáticos de la arquitectura del período fatimí fueron la mezquita de al-Azhar y la de Amr Allah. De este período, se puede encontrar una colección de paneles de madera que son las únicas piezas conservadas del ala occidental del Palacio de Al Kahira.
El período siguiente fue el de la Dinastía ayubí, cuya ciudadela fue el mayor ejemplo de su arte. De este período se puede encontrar el sarcófago de madera de Al Hussein y candelabros de latón finamente martilleado.
El mausoleo del sultán Al Mansur Qalawon simboliza el período mameluco. De este período, existe una colección de lámparas de mezquita en esmalte, así como marquetería de metal, madera y de mármol sobre muebles y diversos objetos. Las cajas del Corán que pertenecieron al sultán Shaaban son objetos de arte que representan el trabajo meticuloso que fue realizado.
La mezquita de Mehmet Alí encarnó el período otomano. El patio contiene una hermosa fuente en el siglo XIX proveniente de la isla de Rodas.

## Historia del museo
Si bien en 1858 se  estableció el Departamento de Antigüedades y el Museo Egipcio de El Cairo como una muestra de reconocimiento hacia el arte del Antiguo Egipto, la apreciación del arte árabe e islámico fue dejado de lado. Ismail Pachá aprobó una propuesta para establecer un Museo de Arte Árabe en el patio de la mezquita de Baibars, pero no se empezó su construcción hasta 1880 cuando el jedive Tewfik Pachá ordenó al Ministerio de Patrimonio (ar: الاوقاف - Awqaf) establecerlo.
Julius Franz, un académico austríaco y director del departamento técnico en el Awqaf, propuso en 1881 que la mezquita del califa fatimí al-Hákim bi-Amrillah en ruinas, adyacente a la puerta Bab al-Futuh, fuera el sitio provisional para el Museo. La muestra inicial consistió en 111 piezas arquitectónicas tomadas de otros monumentos. Luego, el jedive Tawfiq aprobó la creación del Comité de Antigüedades Árabes, cuyas tareas incluían administrar el Museo Árabe y proveerlo con objetos, así como preservar los monumentos. Como resultado, las galerías de la mezquita fueron llenadas hasta el tope. En 1884, se construyó una estructura en el patio para albergar una colección de 900 objetos, aunque el personal consistía solo en un curador y un guardián.
En 1887 Max Herz, también originario de Austria-Hungría, reemplazó a Julius Franz y comenzó a hacer muchos cambios. Así, por ejemplo, sugirió que el nombre del museo fuera la Galería de Antigüedades Árabes (ar: دار الاثار العربية - Dar Al-Athar Al-Arabiya). Para 1895, la colección ascendía a 1641 piezas y el nuevo edificio no se daba abasto, Herz solicitó al Awqaf la construcción de un museo más grande y, en 1899, se empezó a edificar su sede actual en la plaza Bab El Khalk, en la cual se conservarían 3154 objetos para ser exhibidos al público. Este nueva sede fue diseñada por Alfonso Manescalo con un estilo neo-mameluco y fue terminada en 1902, siendo reservado el segundo piso para la Biblioteca Nacional. El antiguo museo en al-Hakim fue demolido en los años 1970 durante la reconstrucción de la mezquita.
En 1952, el nombre del museo fue cambiado oficialmente al más extensivo "Museo de Arte Islámico" como una manera de reconocer la contribución de los musulmanes no-árabes.

## Colección
La mayor parte de las colecciones del museo tienen su origen en Egipto y los países árabes, así como en otras regiones donde dominó el Islam.
La colección incluye piezas de Egipto, África del Norte, Al-Ándalus, la Península arábiga e Irán que van desde el siglo VII hasta el siglo XIX. Los objetos expuestos en el ala derecha del museo están divididos por el periodo omeya, abasí, ayubí, mameluco y otomano. Los objetos expuestos en el ala izquierda del museo están divididos en secciones por ciencia, astronomía, caligrafía, monedas, piedras y textiles, cubriendo varias épocas.

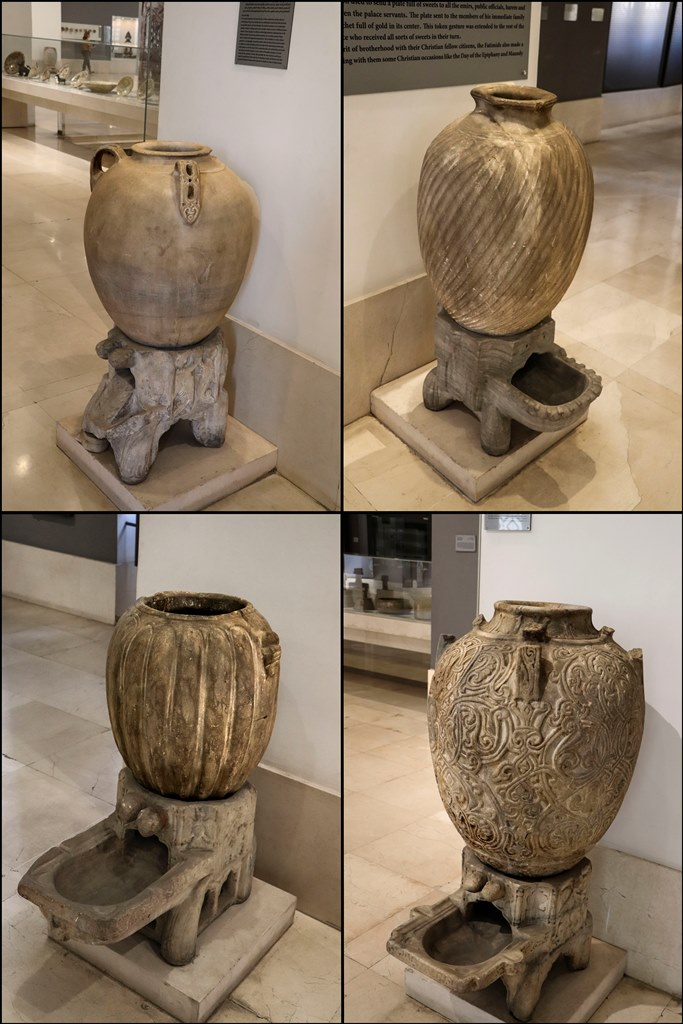
Jarras y soportes de mármol con ornamentación grabada
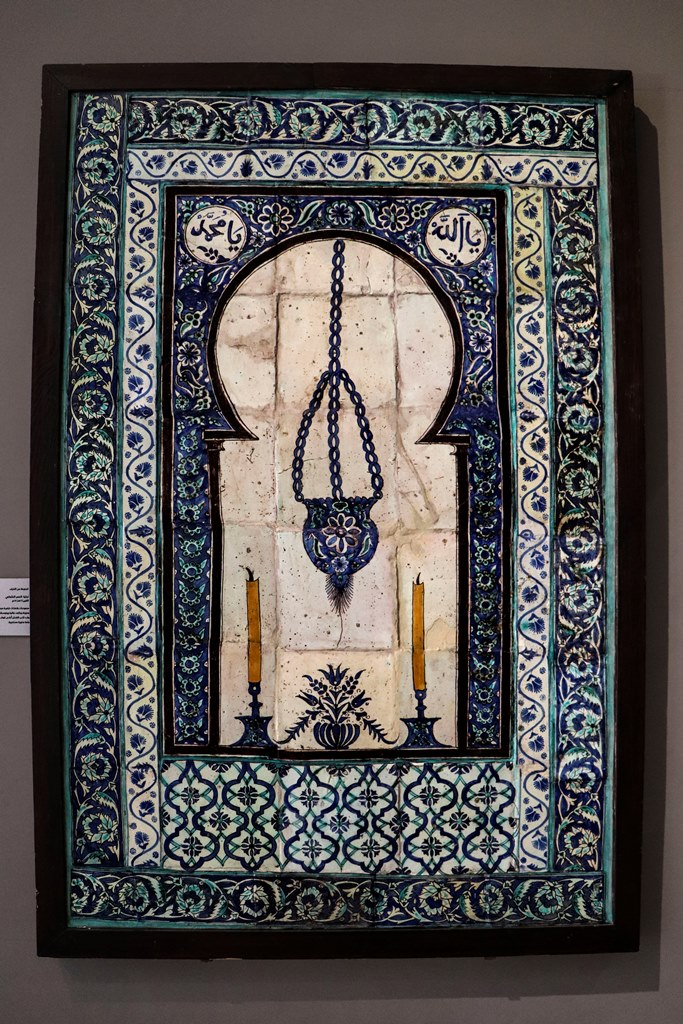
Panel de azulejos y baldosas de cerámica con decoración pintada y esmaltada, siglo XVII.

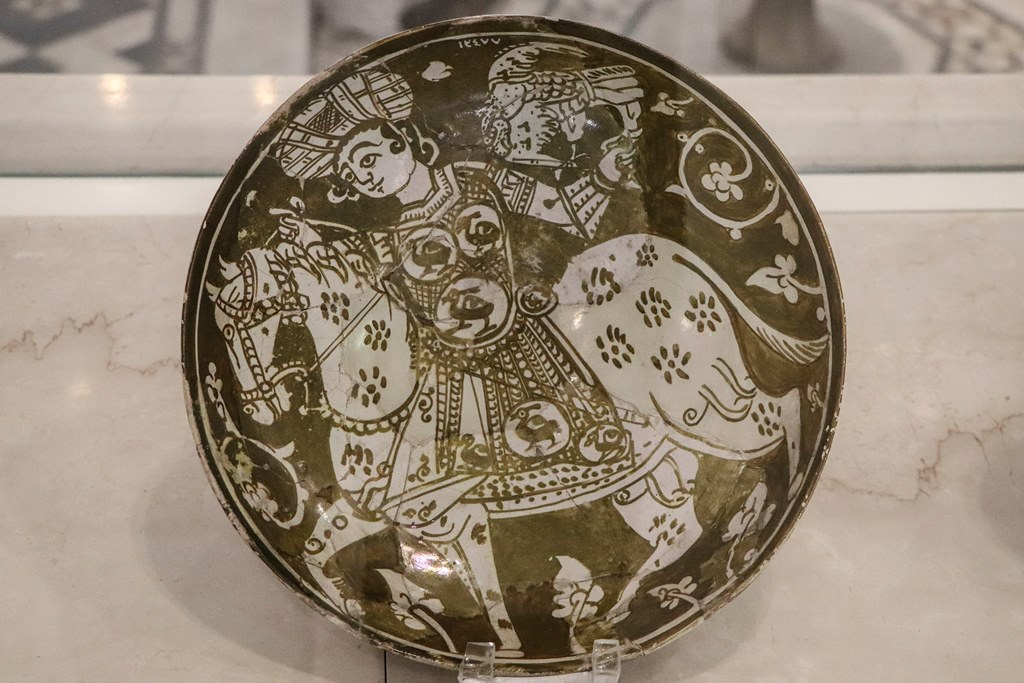
Plato grande pintado con brillo, época fatimí
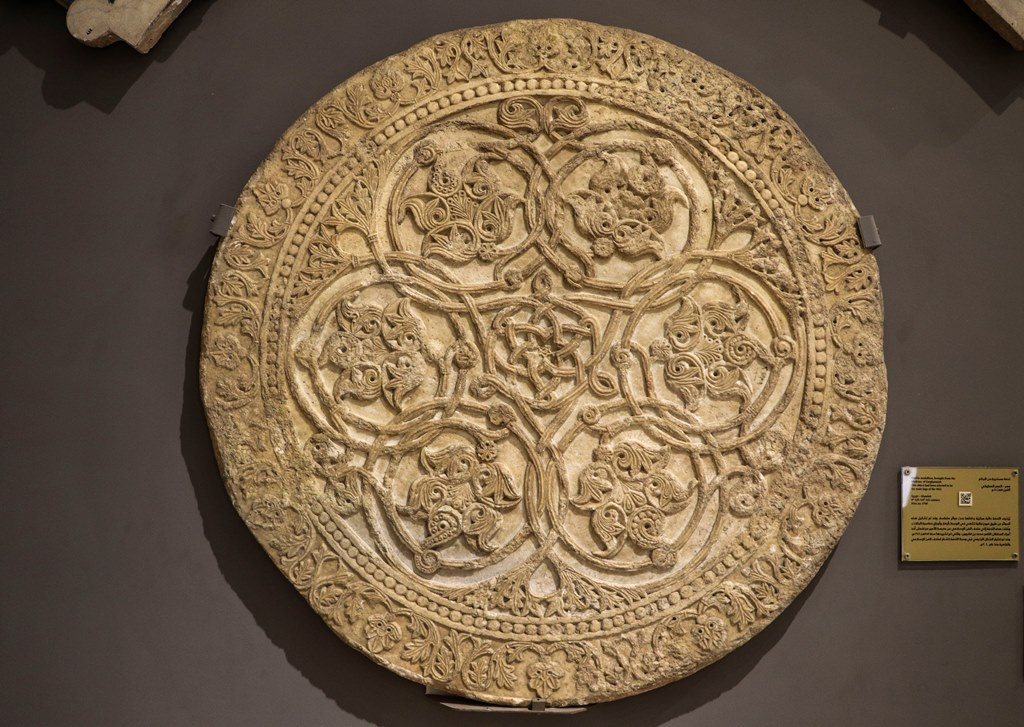
Medallón de mármol, el logo del museo
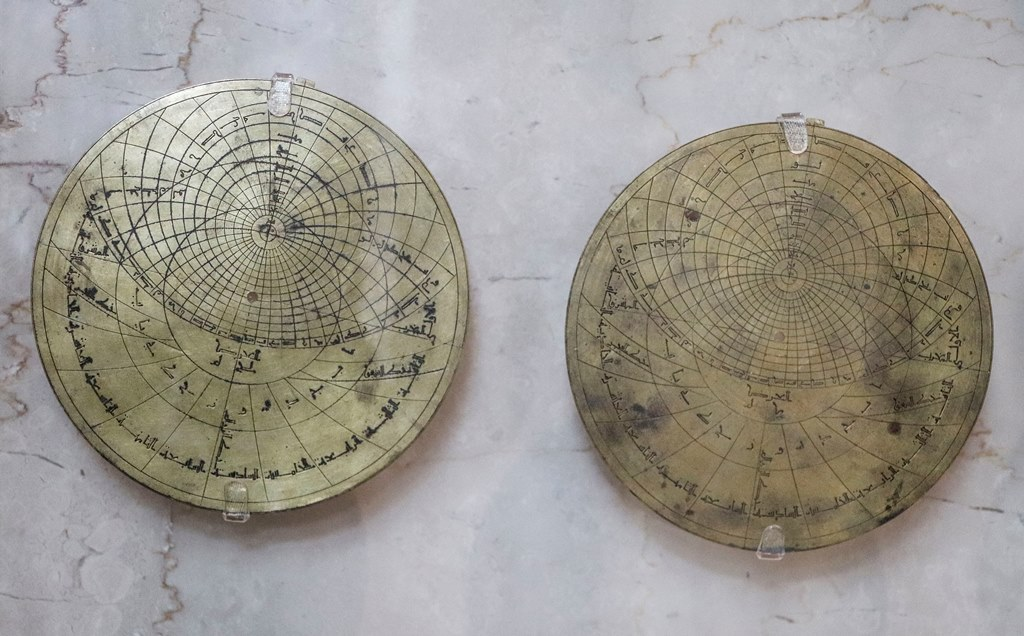
Dos astrolabios de cobre, siglos XIV-XVIII
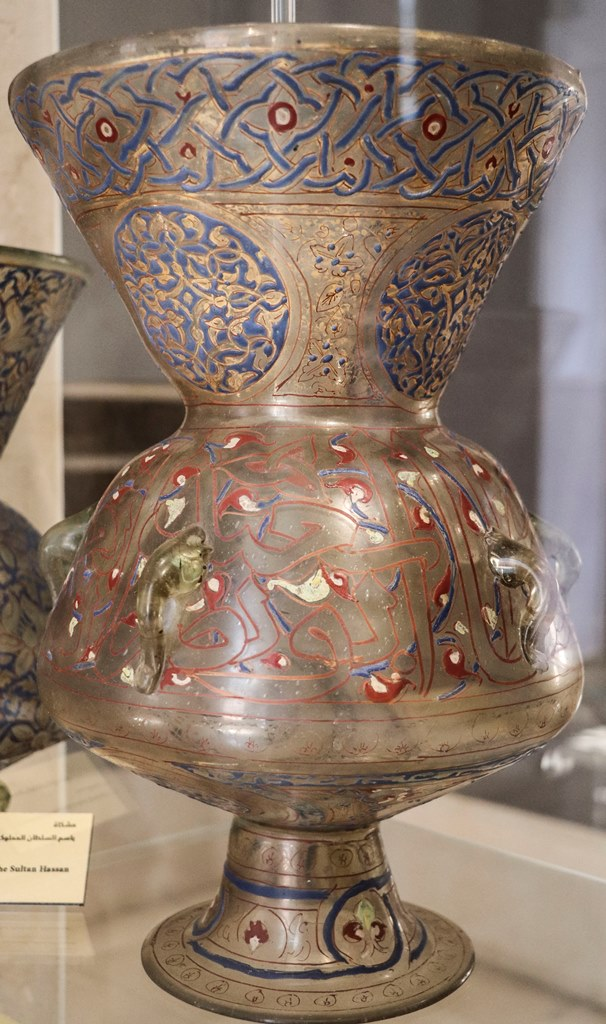
Lámpara de mezquita de vidrio dorada y esmaltada, época mameluca